# Willem Wintgens

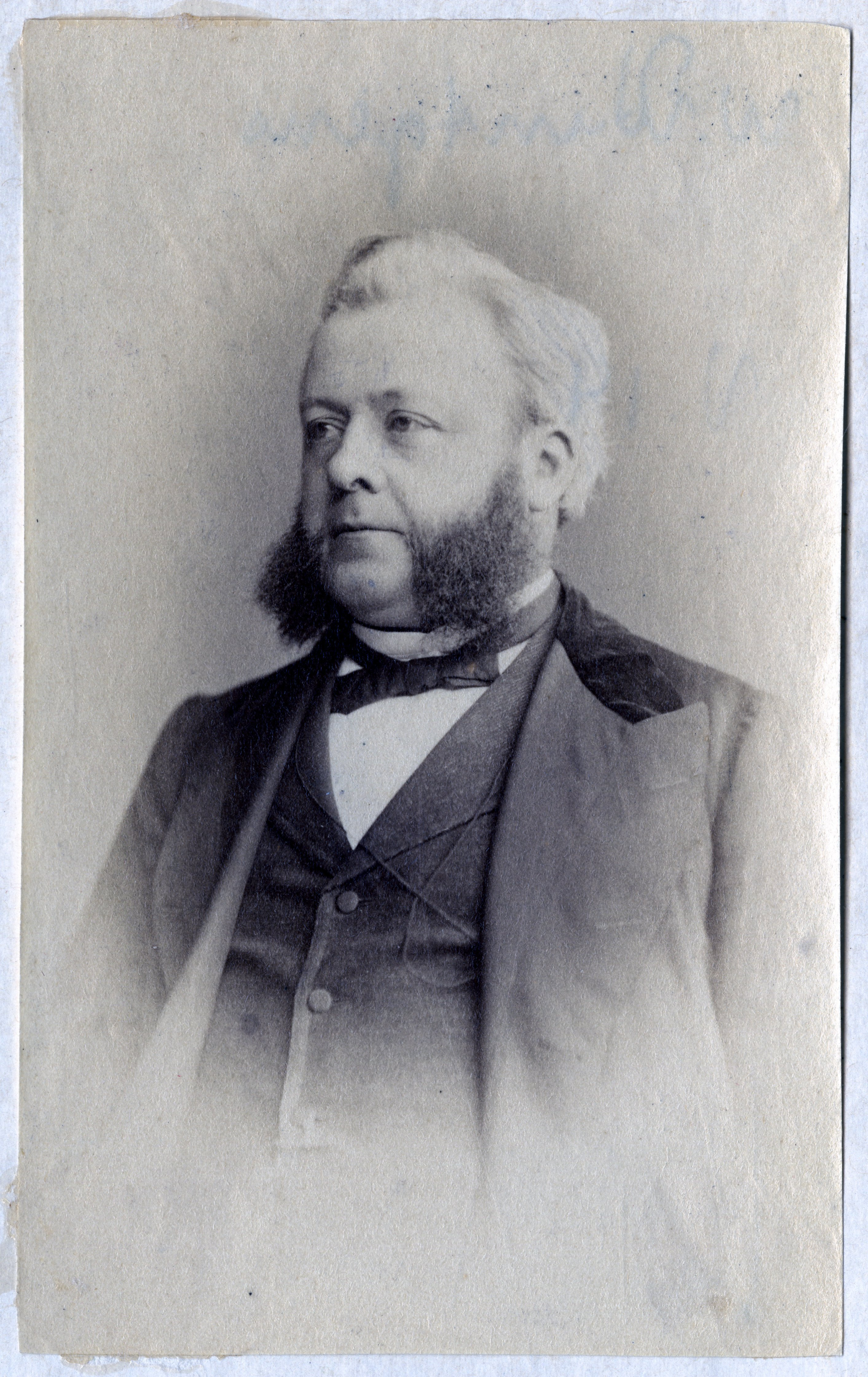
Willem Wintgens (etwa 1870)

Willem Wintgens (* 8. Januar 1818 in Den Haag; † 12. Januar 1895 ebenda) war ein niederländischer Politiker, der unter anderem zwischen 1849 und 1868 Mitglied der Zweiten Kammer der Generalstaaten (Tweede Kamer der Staten-Generaal) sowie 1868 Justizminister im Kabinett van Zuylen van Nijevelt war. Er gehörte von 1871 bis 1885 wieder der Zweiten Kammer der Generalstaaten an.

## Leben

### Rechtsanwalt und Mitglied der Zweiten Kammer
Willem Wintgens war der Sohn eines Anwalts und Richters am Gericht der Provinz Zuid-Holland, der 1844 Richter am Obersten Gerichtshof der Niederlande (Hoge Raad der Nederlanden) wurde. Er selbst absolvierte nach dem Schulbesuch ebenfalls ein Studium der Rechtswissenschaften und trat nach dessen Abschluss am 29. September 1838 als Rechtsanwalt in die Anwaltskanzlei seines Vaters in Den Haag ein, ehe er später seine eigene Kanzlei eröffnete.

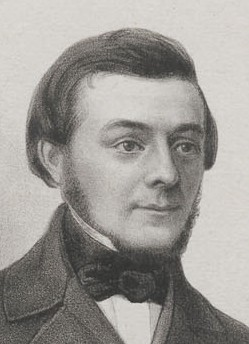
Willem Wintgens (1844)

Als „pragmatisch Liberaler“ wurde er am 13. Februar 1849 erstmals Mitglied der Zweiten Kammer der Generalstaaten (Tweede Kamer der Staten-Generaal), des Unterhauses des Parlaments der Niederlande (Generalstaaten), der er mit kurzen Unterbrechungen (20. August bis 7. Oktober 1850, 26. April bis 14. Juni 1853, 11. Oktober bis 19. November 1866) als Vertreter des Wahlkreises Delft bis zum 3. Januar 1868 angehörte. Im Juni 1856 lehnte er die Übernahme eines Ministeramtes im Kabinett Van der Brugghen ab. Im Juni 1857 lehnte er eine Professur an der Hochschule Groningen ab. 
1861 gehörte er der Mehrheit an, die für den Gesetzentwurf über den Staatsrat (Raad van State) sowie für einen Initiativantrag des Abgeordneten Isaäc Theodorus ter Bruggen Hugenholtz zur Halbierung des Haushaltsansatzes für unvorhergesehene Ausgaben stimmte. Er charakterisierte 1861 die seit 1853 verfolgte Politik als ein „Gemisch aus Mangel an Prinzipien, Verzicht auf Prinzipien, Grundsatzfehler, Verschmelzung von Prinzipien, Zauberspiel mit Prinzipien, Missverständnisse über Prinzipien“ (‚gemis van beginselen, verzaking van beginselen, vergissing omtrent beginselen, fusie van beginselen, goochelspel met beginselen, misverstanden omtrent beginselen‘). Er war eines wenigen Mitglieder der Zweiten Kammer, zu denen der Schriftsteller Eduard Douwes Dekker Vertrauen hatte, der 1860 unter dem Pseudonym Multatuli den Roman Max Havelaar oder die Kaffeeversteigerungen der Niederländischen Handels-Gesellschaft veröffentlichte. Im Dezember 1864 sagte er bei der Erörterung des Kolonialhaushalts über die Überschüsse des Kultursystems: „Aber nehmen Sie Ihren Hut ab: Sie werden sie nicht mehr sehen“ (‚Maar neemt er uw hoed voor af: gij zult ze niet meer zien‘).

### Justizminister 1868 und Wiederwahlen in die Zweite Kammer

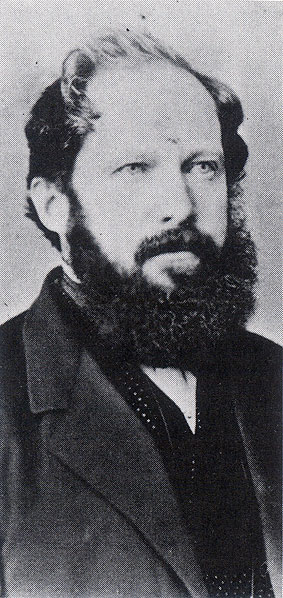
Im Kabinett von Ministerpräsident Julius van Zuylen van Nijevelt bekleidete Wintgens 1868 das Amt des Justizministers.

Am 3. Januar 1868 übernahm Wintgens im Kabinett van Zuylen van Nijevelt als Nachfolger von Jan Heemskerk das Amt als Justizminister (Minister van Justitie) und hatte dieses Amt  bis zum Ende der Amtszeit dieses Kabinetts am 4. Juni 1868 inne.
Nach seinem Ausscheiden aus der Regierung nahm er seine Tätigkeit als Rechtsanwalt wieder auf und wurde am 18. September 1871 als Konservativer wiederum Mitglied der Zweiten Kammer der Generalstaaten und trat in dieser  Zeit mit einer kurzen Unterbrechung (11. Oktober) dem Haager Wahlverein „Recht voor Allen“ als Mitglied bei. Bei der Parlamentswahl 1879 setzte er sich gegen den Liberalen Antonius Haakma van Roijen durch. Während seiner Parlamentszugehörigkeit war er zwischen September und November 1879 Mitglied der Zentralabteilung der Zweiten Kammer der Generalstaaten und von November 1882 bis Februar 1883 Mitglied des Ausschusses der Berichterstatter über eine Untersuchung eines Vertrags, den die Regierung in Niederländisch-Indien mit der Billiton-Gesellschaft (Billiton Maatschappij) abgeschlossen hatte. Die Billiton Maatschappij war ein Bergbauunternehmen, das im 19. und 20. Jahrhundert eine wichtige Rolle im Zinn- und Erzabbau in Niederländisch-Ostindien und später in Indonesien spielte.
1885 war er zudem Mitglied des Aufsichts- und Disziplinarrates der Anwaltskammer. Bei der Wahl 1883 gewann er gegen den früheren Minister Guillaume Jean Gérard Klerck von den Liberalen sowie 1884 gegen den Liberalen Rutger Alexander Wilhelm Sluiter. 
Im November 1885 trat er als Abgeordneter wegen seiner Stellung zwischen Liberalen und Konfessionellen zurück, die gleich stark waren und dadurch ein „toter Punkt“ (‚dode punt‘) entstand. Zuvor hatte er in der Haushaltsdebatte gegen Änderungsanträge gestimmt, um die öffentlichen Bildungsausgaben zu kürzen, sie abgelehnt und insbesondere von Alexander de Savornin Lohman kritisiert. Weil er diese Verantwortung nicht tragen wollte, legte er seine Mitgliedschaft in der Zweiten Kammer nieder. Nachdem Alexander Schimmelpenninck van der Oye einige Zeit aufmerksam einer Rede von Wintgens im Parlament zugehört hatte, ging er aus dem Sitzungssaal und sprach dann zu den im Kaffeehaus anwesenden Kollegen: „Gott, Gott, wie der Wintgens wieder jammert“ (‚God, God, wat staat die Wintgens weer te zaniken‘). Seine zahlreichen politischen Reden wurden von Van Stockum in Den Haag herausgegeben.